# Steyerbromelia
Steyerbromelia ist eine Pflanzengattung in der Unterfamilie Navioideae innerhalb der Familie der Bromeliengewächse (Bromeliaceae). Früher wurden sie in die Unterfamilie Pitcairnioideae eingeordnet. Die etwa neun Arten kommen im Guayana-Hochland im nordöstlichen Südamerika in Venezuela und in Kolumbien vor. Es ist keine Nutzung durch den Menschen bekannt und selbst Botanische Gärten besitzen nur selten Exemplare in ihren Sammlungen.

## Beschreibung

### Vegetative Merkmale
Bei Steyerbromelia-Arten handelt sich um terrestrische oder lithophytische, ausdauernde krautige Pflanzen, die manchmal durch vegetative Vermehrung Bestände bilden.
In grundständigen Rosetten stehen die derben Laubblätter zusammen. Die Blattränder sind stachelig gesägt. Mindestens die Blattunterseite ist beschuppt.

### Generative Merkmale
Steyerbromelia-Arten bilden einen mehr oder weniger langen, aufrechten Blütenstandsschaft. Die immer aus zwei bis vier Teilen zusammengesetzten rispigen Blütenstände (hierin unterscheidet Steyerbromelia sich von Navia) besitzen Hochblätter. Es sind nie Blütenstiele vorhanden.
Die zwittrigen Blüten sind radiärsymmetrisch und dreizählig. Es sind drei Kelchblätter vorhanden. Die drei freien Kronblätter besitzen zwei vertikal inserierte Schüppchen (Ligulae); Hauptunterscheidungsmerkmal zu den nahe verwandten Navia und zu den Lindmania, die keine Ligulae besitzen und zu den Brewcaria, deren Ligulae inseriert transversal, horizontal sind. Es sind zwei Kreise mit je drei gleichen, freien Staubblättern vorhanden. Drei Fruchtblätter sind zu einem vollkommen oberständigen Fruchtknoten verwachsen. Der Griffel endet in drei breiten Narbenlappen.
Die Blütenformel lautet:
{\displaystyle \star \;K_{3}\;C_{3}\;A_{3+3}} oder {\displaystyle G_{\underline {(3)}}}
Es werden Kapselfrüchte gebildet. Die Samen besitzen zwei Anhängsel als Flügel.

## Systematik und Verbreitung
Der Gattungsname Steyerbromelia wurde 1984 von Lyman B. Smith, Julian Alfred Steyermark und Harold E. Robinson in Acta Botanica Venezuelica, Volume 14, 3, S. 8 zum ersten Mal veröffentlicht, allerdings mit einem formalen Fehler. Im Manuskript erfolgte die Beschreibung noch als monotypische Gattung und erst kurz vor der Veröffentlichung wurde eine zweite Art ins Manuskript hinzugefügt, aber ohne die Typusart festzulegen; damit ist diese Veröffentlichung für die Gattung ungültig, für die beiden Arten aber gültig. Erst die nächste Veröffentlichung mit der Festlegung der Typusart Steyerbromelia discolor L.B.Sm. & H.Rob. führt damit zur gültigen Veröffentlichung für den Gattungsnamen durch Lyman B. Smith in Lyman B. Smith, Julian Alfred Steyermark und Harold E. Robinson: Revision of the Guayana Highland Bromeliaceae. In: Annals of the Missouri Botanical Garden, Volume 73, 1987, S. 699–700. Der Gattungsname Steyerbromelia ehrt den US-amerikanischen Botaniker Julian Alfred Steyermark (1909–1988).
Da molekulargenetische Untersuchungen ergaben, dass die Unterfamilie Pitcairnioideae in ihrem ursprünglichen Umfang nicht monophyletisch war, wurde sie in mehrere Unterfamilien aufgeteilt. Dabei wurde die Unterfamilie Navioideae reaktiviert mit den Gattungen Navia, Cottendorfia, Sequencia, Brewcaria und Steyerbromelia. Aus der Gattung Navia wurden von Bruce K. Holst 1997 die Arten mit ährigen oder rispigen Blütenständen in die Gattung Brewcaria und die Arten mit Anhängseln am Samen in die Gattung Steyerbromelia ausgegliedert. Dadurch kamen drei bis vier weitere Arten zur Gattung Steyerbromelia, die bisher von Lyman B. Smith, oder mit Co-Autoren, als Navia-Arten beschrieben waren.
Die Gattung Steyerbromelia kommt im Guayana-Hochland im nordöstlichen Südamerika nur in Venezuela vor.
2015 wurde drei weitere Arten in diese Gattung gestellt und seither gibt es etwa neun Steyerbromelia-Arten:
- Steyerbromelia deflexa L.B.Sm. & H.Rob.: Sie gedeiht terrestrisch auf dem Cerro Duida und Cerro Huachamacari in Höhenlagen von 600 bis 1400 Metern im venezolanischen Bundesstaat Amazonas.[6][7][4]
- Steyerbromelia diffusa L.B.Sm., Steyermark & H.Rob. (Syn.: Navia diffusa L.B.Sm.): Sie gedeiht lithophytisch auf dem Cerro Aratitiyope in Höhenlagen von etwa 1000 Metern im venezolanischen Bundesstaat Amazonas.[8][4]
- Steyerbromelia discolor L.B.Sm. & H.Rob.: Sie gedeiht terrestrisch auf dem Cerro Marahuaka im venezolanischen Bundesstaat Amazonas.[4]
- Steyerbromelia garcia-barrigae (L.B.Sm.) Aguirre-Santoro (Syn.: Navia garcia-barrigae L.B.Sm.): Diese Neukombination erfolgte 2015. Sie kommt in Kolumbien vor.[4][1]
- Steyerbromelia naquenensis Betancur & Aguirre-Santoro: Sie wurde 2015 erstbeschrieben. Dieser Endemit gedeiht an exponierten Felsaufschlüssen in Höhenlagen von 325 bis 650 Metern nur im kolumbianischen Guaviare.[4][1]
- Steyerbromelia nukakii Betancur & Aguirre-Santoro: Sie wurde 2015 erstbeschrieben. Dieser Endemit gedeiht an exponierten Felsaufschlüssen in Höhenlagen von etwa 350 Metern nur im kolumbianischen Guaviare.[4][1]
- Steyerbromelia plowmanii (L.B.Sm., Steyermark & H.Rob.) H.Rob. & D.C.Taylor (Syn.: Navia plowmanii L.B.Sm., Steyerm. & H.Rob., Steyerbromelia neblinae B.Holst):[4] Sie wurde 2001 in Selbyana, 22, 1, S. 75 veröffentlicht. Die Heimat ist die Sierra de la Neblina.
- Steyerbromelia ramosa (L.B.Sm.) B.Holst (Syn.: Navia platyphylla L.B.Sm. & Steyerm. und Navia ramosa L.B.Sm.): Sie gedeiht terrestrisch in Höhenlagen von 500 bis 1200 Metern in den venezolanischen Bundesstaaten Amazonas und Bolivar.[4]
- Steyerbromelia thomasii (L.B.Sm., Steyermark & H.Rob.) B.Holst (Syn.: Navia thomasii L.B.Sm., Steyerm. & H.Rob.):[4] Sie gedeiht in der Sierra de la Neblina in Höhenlagen von 500 bis 600 Metern im venezolanischen Bundesstaat Amazonas.

## Weiterführende Literatur
- Thomas J. Givnish, J. C. Pires, S. W. Graham, M. A. McPherson, L. M. Prince, T. B. Patterson: Phylogeny, biogeography, and ecological evolution in Bromeliaceae: Insights from ndhF sequences. In: J. T. Columbus, E. A. Friar, J. M. Porter, L. M. Prince, M. G. Simpson: Monocots: Comparative Biology and Evolution. Poales, Rancho Santa Ana Botanical Garden, Claremont, 2006, 23, Seite 3–26.